# 冯立三
冯立三（1940年—），男，山东昌乐人，中国文学评论家，《小说选刊》原主编，编审，中国作家协会名誉委员。